# Episodi di Tutti pazzi per amore (terza stagione)
La terza e ultima stagione della serie televisiva Tutti pazzi per amore, è andata in onda in Italia in prima visione, dal 6 novembre 2011, al 1º gennaio 2012 su Rai 1. La novità della terza stagione è che ogni episodio si svolge in un tempo di 24 ore, narrando la giornata intera dei personaggi della serie. In particolare vengono narrati 26 giorni, dal 7 dicembre al 1º gennaio.
In questa terza stagione, sono stati inseriti nuovi attori tra cui: Martina Stella (Elisa, cugina di Monica), Ricky Memphis (Giampaolo, fidanzato di Elisa), Anita Caprioli (Eva, amica di Laura) e Lucrezia Lante della Rovere (Mamma di Raoul e Viola).
| nº | Titolo                 | Prima TV Italia  |
| -- | ---------------------- | ---------------- |
| 1  | Mercoledì, 7 dicembre  | 6 novembre 2011  |
| 2  | Giovedì, 8 dicembre    | 6 novembre 2011  |
| 3  | Venerdi, 9 dicembre    | 13 novembre 2011 |
| 4  | Sabato, 10 dicembre    | 13 novembre 2011 |
| 5  | Domenica, 11 dicembre  | 20 novembre 2011 |
| 6  | Lunedì, 12 dicembre    | 20 novembre 2011 |
| 7  | Martedì, 13 dicembre   | 22 novembre 2011 |
| 8  | Mercoledì, 14 dicembre | 22 novembre 2011 |
| 9  | Giovedì, 15 dicembre   | 27 novembre 2011 |
| 10 | Venerdì, 16 dicembre   | 27 novembre 2011 |
| 11 | Sabato, 17 dicembre    | 4 dicembre 2011  |
| 12 | Domenica, 18 dicembre  | 4 dicembre 2011  |
| 13 | Lunedì, 19 dicembre    | 6 dicembre 2011  |
| 14 | Martedì, 20 dicembre   | 6 dicembre 2011  |
| 15 | Mercoledì, 21 dicembre | 11 dicembre 2011 |
| 16 | Giovedì, 22 dicembre   | 11 dicembre 2011 |
| 17 | Venerdì, 23 dicembre   | 13 dicembre 2011 |
| 18 | Sabato, 24 dicembre    | 13 dicembre 2011 |
| 19 | Domenica, 25 dicembre  | 18 dicembre 2011 |
| 20 | Lunedì, 26 dicembre    | 18 dicembre 2011 |
| 21 | Martedì, 27 dicembre   | 20 dicembre 2011 |
| 22 | Mercoledì, 28 dicembre | 20 dicembre 2011 |
| 23 | Giovedì, 29 dicembre   | 25 dicembre 2011 |
| 24 | Venerdì, 30 dicembre   | 25 dicembre 2011 |
| 25 | Sabato, 31 dicembre    | 1º gennaio 2012  |
| 26 | Domenica, 1º gennaio   | 1º gennaio 2012  |

- Cast fisso: Emilio Solfrizzi (Paolo Giorgi), Antonia Liskova (Laura), Carlotta Natoli (Monica), Ricky Memphis (Giampaolo), Francesca Inaudi (Maya), Irene Ferri (Rosa), Marina Rocco (Stefania), Luca Angeletti (Giulio Pierantoni), Nicole Murgia (Cristina), Brenno Placido (Emanuele Balestrieri), Laura Calgani (Nina), Claudia Alfonso (Viola), Gabriele Rossi (Raoul Sacchetti), Pia Velsi (Filomena), Ariella Reggio (Sofia), Piera Degli Esposti (Clelia), Martina Stella (Elisa), Anita Caprioli (Eva), Luigi Diberti (Mario Del Fiore).

## Mercoledì, 7 dicembre
- Diretto da:
- Scritto da:

### Trama
Paolo e Laura hanno affittato in gran segreto un appartamento nel loro stesso palazzo, perché possa essere il loro nido d'amore. I due vengono però scoperti da tutta la famiglia proprio il 7 dicembre, il giorno del loro anniversario, i cui festeggiamenti sono stati mandati a monte per colpa di alcuni imprevisti. Nel frattempo Cristina deve ricevere una notizia importante, mentre Emanuele cerca con Viola un appartamento per lei e Raul: infatti i fratelli Sacchetti sono stati cacciati dalla loro vecchia casa. Ad un certo punto in casa Giorgi-del Fiore giungono, Stefania, Giulio e i loro figli: hanno scoperto che i lavori della loro nuova casa sono in alto mare, dopo che Clelia e Mario hanno rifiutato la loro richiesta di ospitalità. Monica e Adriano si sono lasciati perché si sono resi conto di non avere nulla in comune. Pertanto Monica ha deciso di dedicarsi pienamente al figlio Michelino e di lasciar perdere definitivamente l'amore. Monica inoltre cede a Laura la direzione di Tu Donna, dove comincia a lavorare come grafica Elisa, cugina di secondo grado di Monica. La rivista è a rischio chiusura, infatti le vendite sono calate, e se non si rialzeranno, Tu Donna chiuderà davvero. Anche Maya ha i suoi problemi: Elio se ne va per un mese e lei non sa come resistere senza rapporti. Monica incontra un uomo che le provoca una visione di loro due insieme nell'epoca di Re Artù.
- Canzoni interpretate nell'episodio: We Are Family .
- Ascolti: Telespettatori: 4.975.000 - Share 17,14%

## Giovedì, 8 dicembre
- Diretto da:
- Scritto da:

### Trama
Dopo aver scoperto il nido d'amore di Paolo e Laura, tutti vogliono usarlo. Intanto Paolo riceve una valanga di SMS dallo studio medico, perché deve ritirare delle analisi: ma, quando va a parlare col medico, scopre di essere in fin di vita. Cristina si accorge di essere incinta: preoccupata che il feto possa aver contratto la stessa malattia del fidanzato, che è sieropositivo, i due decidono di parlare con il medico che monitora la vita del feto. Alla fine dovranno decidere se tenere o no il bambino. Nel frattempo Emanuele vuole perorare, con Paolo, la causa dell'appartamento di Viola e Raul. Monica è preoccupata per le bolle sul sederino del figlio, ma anche il pediatra l'abbandona, per via del suo stress eccessivo: la donna, disperata, incontra nuovamente l'uomo visto la sera prima, da cui è attratta. Elisa ha la soluzione per il problema di Monica: il suo fidanzato e promesso sposo, Giampaolo, è pediatra e potrebbe aiutarla: decide di presentarglielo la sera stessa. Ma si tratta proprio del misterioso uomo delle visioni. Nel frattempo il medico dice a Paolo che quasi sicuramente gli rimangono due mesi di vita perché ha la leucemia. Il dottore, tornato a casa, scopre che i suoi figli hanno manomesso delle analisi, tra cui quelle di Paolo, che in realtà non è malato. Il medico prova a chiamarlo, ma Paolo, distrutto, butta a terra il cellulare.
- Canzoni interpretate nell'episodio: Che m'importa del mondo.
- Ascolti: Telespettatori: 4.210.000 - Share 19,13%

## Venerdi, 9 dicembre
- Diretto da:
- Scritto da:

### Trama
Paolo non ha il coraggio di dire a Laura e ai suoi figli che gli rimangono solo due mesi di vita, ma inizia a mettere in ordine la sua vita. Pulisce la casa, si preoccupa per tutti e cede il vivaio ai suoi tre ex pallanuotisti. Il dottore prova disperatamente di rintracciare Paolo, ma si imbatterà prima nelle zie, poi nei figli di Paolo e infine in Capone, Merloni e Valentini al vivaio. Intanto l'uomo sta dicendo a Laura che gli restano due mesi di vita. La donna, per la disperazione, manda in rassegna stampa uno spazio della rivista, "Lo spazio dell'anima", vuoto. Paolo e Laura vogliono dire tutto ai figli, ma vengono interrotti dal medico, che finalmente riesce a dire a Paolo che lui sta bene. Raul e Cris sono felici della gravidanza, tanto che lei lascia l'università per cercare lavoro, mentre Raul vuole comprare una casa. Anche Emanuele vuole andare a vivere con Viola. Giulio riesce finalmente a mettersi in contatto con i muratori: viene così a scoprire che i lavori si sono fermati per colpa di Stefania, che ha sforato il budget di 15.000 euro. Laura non sa come rialzare il giornale e chiede aiuto alle sue amiche, ma loro hanno ben altro a cui pensare. Monica vuole convincersi che non è innamorata di Giampaolo, pediatra del figlio e futuro marito della cugina. Maya è in crisi d'astinenza ed immagina che tutte le sue colleghe siano uomini, e Rosa ha paura d'incontrare la madre di Teo, quasi coetanea.
- Canzoni interpretate nell'episodio: E dimmi che non vuoi morire .
- Ascolti: Telespettatori: 4.398.000 - Share 16,37%

## Sabato, 10 dicembre
- Diretto da:
- Scritto da:

### Trama
Paolo e Laura sono pieni di problemi: lui deve far fronte alla decisione di Cristina di lavorare in un call center insieme a Martina, inoltre, Capone, Merloni e Valentini non vogliono rinunciare al vivaio. Laura ha capito che la sua idea dell'editoriale in bianco non funziona, per cui chiede aiuto a Clelia, che la liquida. I due, sfiniti, vogliono concedersi un po' di intimità, ma si rendono conto che il loro nido d'amore non ha più senso. Nel frattempo Cristina e Martina sono alle prese con il loro nuovo lavoro, ma non sembrano tagliate per questo. Viola ed Ema vogliono andare a vivere insieme, ma Francesca, compagna di corso di Emanuele, ossessionata da lui, gli metterà i bastoni tra le ruote. Anche fra Nina e Yang le cose non vanno bene. Nina inizia ad ignorare Yang e a trattarlo male, mentre è sempre più attratta da Fab, il suo compagno di classe emo. Stefania fa gli occhi dolci ad un operaio per avere qualcosa di più di quello che Giulio ha deciso di far rimanere: l'uomo elimina tutto ciò che è superfluo. Elisa coinvolge Monica nella scelta del vestito per le nozze con Giampaolo, e lei si rende conto di amarlo e che è lui l'uomo della sua vita. Dice tutto a Laura, che la riporta alla realtà: Giampaolo sta per sposare sua cugina. Rosa ha fatto un decalogo per aiutare Maya, la cui prima regola è quella di non avere contatti con gli uomini: ma questa viene trasgredita subito perché la ragazza va a mettere in riga degli uomini che, con i loro lavori, stavano disturbando Tu Donna. Riuscirà a resistere alle tentazioni, prima dell'arrivo di Elio?
- Canzoni interpretate nell'episodio: Alla mia età .
- Ascolti: Telespettatori: 3.902.000 - Share 19,55%

## Domenica, 11 dicembre
- Diretto da:
- Scritto da:

### Trama
Ora che Emanuele è andato a vivere con Viola, Laura percepisce la sua mancanza, e non accetta il fatto che il figlio viva in una casa che non sia la sua. Però, quando trova il peluche del figlio, di quando era bambino, e decide di riportarglielo entrando in casa con le sue chiavi, trova i due a fare l'amore, e si scandalizza. Intanto, al vivaio di Paolo giunge la bella Eva, un'amica di Laura che lei ha rincontrato dopo tanti anni, che lavorava col marito. Ma Capone fa uno dei suoi disastri: dice a Paolo che secondo lui Laura ha mandato Eva per vedere se lui cederà alla tentazione di conquistarla, tanto è il fascino della donna. Così, lui comincia a trattarla male e trovarle dei difetti ovunque senza sapere che Eva è lesbica, mentre lei fa di tutto per guadagnarsi la fiducia dell'uomo. Stefania vuole tenere Giulio lontano dalla loro casa, ma Natascia, moglie di uno degli operai, lo porta lo stesso, così l'uomo scopre che i lavori sono assai indietro, ed è tutta colpa della moglie, che sta apportando continue modifiche, permettendosi lussi eccessivi. Le coppie Cristina e Raoul ed Emanuele e Viola vivono ormai assieme, ma c'è una sola stanza da letto nella casa, per cui devono decidere chi dovrà usarla, ma nessuno sembra voler andare a dormire sul divano. Nella redazione di Tu Donna, stanno accadendo molte cose. Rosa deve incontrare la madre di Teo, ma proprio quando capisce che lo deve fare per l'amore del ragazzo, lui le informa che sua mamma ha la febbre. In realtà, la donna non vuole più incontrare Rosa una volta venuta a sapere che è sua coetanea. Laura ha a che fare con le lettere di protesta da parte delle sue lettrici a causa del suo editoriale in bianco, mentre Monica sceglie come tata per Michelino, il figlioletto di un anno, Angela, ma la donna non si fida di lei. Intanto, ha ancora problemi con le sue visione su Gianpaolo, che sta per sposare la cugina. Paolo capisce che Eva è una brava donna e che Laura non le ha detto di mandarlo in tentazione, così i due diventano molto amici.
- Canzoni interpretate nell'episodio: Qui e là .

## Lunedì, 12 dicembre
- Diretto da:
- Scritto da:

### Trama
Paolo decide di scrivere una falsa lettera di sfratto per la figlia, Raoul, Ema e Viola, salvo poi pentirsene e nasconderla. Purtroppo Martina ne viene in possesso per colpa di Valentini, confidandolo a Cristina, che avverte il padre. Proprio lui, artefice del misfatto, deve rivelare che la vorrebbe ancora con lui, che si è pentito di quello che ha fatto, e che per di più vorrebbe un figlio di cui occuparsi. Intanto, Emanuele e Viola sono arrabbiati perché devono dormire sul divano, ma tra due si insinua una loro compagna d'università, Francesca, innamorata pazza di Emanuele, che gli mostra il diario della sua fidanzata, dove ci sono fotografie di un bel ragazzo: è il francesino Jean Claude, migliore amico di Viola, ma la ragazza rassicura Balestrieri, di amare solo lui. Cristina e Martina si sentono sfruttate da Clelia, che ha fatto pulire a loro la sua casa, promettendo di comprare uno degli aspirapolvere che vendono, ma non l'ha fatto. Stefania e Giulio si mettono a fare i lavori di casa, ma se lei continua a fare modifiche, lui non sa montare niente, e la famigliola è costretta a rivolgersi nuovamente a Paolo e Laura. Nina, sempre più innamorata di Fab, decide di diventare "emo". Monica fa ricerche su madonna Liverana, una sua antenata, scoprendo che è esistita davvero, e che era innamorata di un avo di Giampaolo, così prova a vedere se lui è ancora la sua anima gemella.
- Canzoni interpretate nell'episodio: Il tempo se ne va .

## Martedì, 13 dicembre
- Diretto da:
- Scritto da:

### Trama
Paolo e Laura decidono di avere un bambino, ma se lui è felicissimo, lei è molto spaventata, e Giorgi l'ha capito. Così, lui parla con la sua confidente, l'attraente, e lesbica Eva, che gli consiglia di confessare a Laura le sue emozioni, per cui decidono di tentare ad avere questo figlio. Cristina e Martina cominciano a lavorare in un supermercato, ma a causa della sua gravidanza, sviene. Dal medico, insieme a Raoul, decide di dire tutto alla famiglia. Mentre Stefania e Giulio hanno problemi di coppia e con la casa nuova, infatti a causa dei lavori salta la luce in sei palazzine, inoltre Stefania spende tantissimo, ed Emanuele è sempre più geloso di Jean Claude. Monica, per scoprire i punti deboli della storia fra l'uomo che ama e sua cugina, intervista Elisa fingendo di pubblicare l'intervista su un nuovo articolo del giornale, così lei rivela che Giampaolo vorrebbe un figlio, ma lei odia i bambini, e non ne farebbe uno per niente al mondo.
- Canzoni interpretate nell'episodio: Avrai .

## Mercoledì, 14 dicembre
- Diretto da:
- Scritto da:

### Trama
Paolo e Laura scoprono che possono ancora avere un bimbo, e che sono in un periodo fertile per entrambi, ma non riescono a trovare un posto tranquillo dove tentare. Intanto Emanuele è gelosissimo di Jean Claude, a cui Viola tiene molto. Cristina e Raoul cercano di svelare della gravidanza ai Giorgi-Del Fiore, ma non ci riescono mai. Monica ospita Gianpaolo perché casa sua si è allagata, ed Elisa deve andare a Firenze. Maya non vuole rinunciare alla sua castità, ma quando arriva a sostituire una suora che doveva farle fare un corso di cucina per sole donne, un prete giovane vuole indurla in tentazione, così lei prova a non cedere. Nina avverte la famiglia di essersi fidanzata con Fab. E mentre Teo svela a Rosa che sua madre la odia, data la differenza di età, a Roma arriva qualcuno di indesiderato. Si chiama Elvira, è una donna molto arzilla: è la sorella di Clelia, che tutti chiamano "la Sorella Cattiva di Clelia". Ma chi può essere più crudele di lei?
- Canzoni interpretate nell'episodio: Simpatica .
- Guest star: Giovanna Ralli (Elvira)

## Giovedì, 15 dicembre
- Diretto da:
- Scritto da:

### Trama
L'arrivo di zia Elvira scombussola tutti. Laura la deve ospitare, per cui Paolo, per ingraziarsi la zia, decide di inventarsi di essere un ottimo cuoco. Ma alla cena che lui dovrebbe cucinare, Eva lo aiuta. Purtroppo, il gatto di Nina, Angoscia, combina un disastro, e di conseguenza Paolo si dimentica del pollo nel forno. Stefania chiede dei soldi a Elvira per la casa, ma per farlo, finge di essersi separata da Giulio, che lei odia da sempre. Emanuele detesta Jean Claude, e Cristina non ha detto a nessuno della sua gravidanza, invece Martina vuole continuare gli studi, ma ha paura di deludere Cris. Monica sceglie di diventare amica di Giampaolo, ma quando lui le propone di diventare sua testimone di nozze, lei accetta a malincuore. Rosa va al parco e conosce una donna della sua stessa età, con cui intreccia un bellissimo rapporto d'amicizia. Ma non sa che lei è Anna, la madre di Teo.
- Canzoni interpretate nell'episodio: Donna .
- Guest star: Giovanna Ralli (Elvira)

## Venerdì, 16 dicembre
- Diretto da:
- Scritto da:

### Trama
Angoscia, il gatto di Nina, fugge di casa a causa di Zia Filomena, Così, Laura lo sostituisce un altro. Clelia deve superare l'astio per la sorella, mentre Emanuele si arrabbia con Viola, perché sa che lei sta per ospitare Jean Claude, in arrivo dalla Francia. Giulio comincia a vendere molti oggetti della casa nuova, ma, quando vende persino il water, Stefania gli dice chiaro e tondo che lei è infelice. Così, Giulio tenta di riconquistare la sua donna facendo l'amore, e lei scopre che invece è contenta della sua vita, ma ha una sinistra premonizione. Intanto, Cristina pensa che Elvira abbia preso il test di gravidanza. I suoi sospetti sono concreti, infatti nella scatola, non ci sono. Quando arrivano a casa scoprono tutto : Elvira ha preso il test, e l'ha mostrato alla famiglia. Ora che tutti sanno che Cristina aspetta un bambino, Paolo sviene, mentre nella confusione zia Elvira se ne va tranquillamente, dileguandosi. Tutti hanno compreso che Elvira è veramente la sorella cattiva di Clelia.
- Canzoni interpretate nell'episodio: Confusa e felice .
- Guest star: Giovanna Ralli (Elvira)

## Sabato, 17 dicembre
- Diretto da:
- Scritto da:

### Trama
Paolo è scioccato dalla scoperta che sta per diventare nonno. Così, vorrebbe accompagnare sua figlia Cristina, di soli 18 anni, e il suo compagno Raoul, dal ginecologo, ma lei si arrabbia perché sa che il padre la considera ancora una bambina, invece fra otto mesi partorirà. Jean Claude sta per arrivare a Roma, ed Emanuele è gelosissimo, anche se ad ospitarlo sarà Francesca, segretamente innamorata di lui. Emanuele vorrebbe parlare con Viola, ma quando comprende che non è il momento, si tira indietro. Intanto, Laura parla col marito, cercando di fargli capire che deve lasciare libera Cristina, ma questo non succede. Monica non fa altro che piangere ed essere triste per Giampaolo, e così scappa in montagna insieme al figlioletto. Giulio si sta occupando della casa nuova, arredandola con dei mobili molto antichi, mobili che non piacciono a Stefania. Così si indebita con la banca per comprarsi lussuosi mobili moderni. Rosa è ormai amica di Anna, che non sa essere sia la madre di Teo, che una psicanalista. Alla seduta che Anna offre a Rosa, lei rivela di essere fidanzata con un venticinquenne.
- Canzoni interpretate nell'episodio: Soldi , soldi , soldi .

## Domenica, 18 dicembre
- Diretto da:
- Scritto da:

### Trama
Laura scopre di non essere incinta e informa Paolo, al quale ha paura di confidargli che per lei una gravidanza, in contemporanea con quella di Cristina, è eccessiva. Non sa, però, che pure il marito la pensa come lei. Cris, cameriera di un bar, ha un mancamento e viene portata in ospedale. Qui la raggiungono Raoul, Paolo, Martina e Laura e sentono per la prima volta il battito del bambino. Manca davvero poco per l'arrivo a Roma di Jean Claude, e Viola si mostra molto contenta e in agitazione, mentre Emanuele si arrabbia. Monica si è nascosta in montagna. Laura la rintraccia, ma lei non vuole tornare. Però, quando scopre che Michelino si è ammalato, corre da Giampaolo, ottimo pediatra. Nel frattempo, Stefania e Giulio non fanno altro che litigare, così Yang chiede l'aiuto di Mario e Clelia. Intanto sta arrivando il Natale e le zie hanno fatto un bellissimo albero molto speciale. Maya sta cedendo alla castità, perché ogni volta che si trova davanti un uomo, lo vede nudo. Rosa invece capisce, grazie ad Anna, che Teo è troppo giovane per lei.
- Canzoni interpretate nell'episodio: Kobra/Delirio .

## Lunedì, 19 dicembre
- Diretto da:
- Scritto da:

### Trama
Claudia, madre di Raoul e Viola, si trova in città. Per rivelarle della gravidanza, il figlio e la giovane Cristina, organizzano una cena nella casa di Paolo e Laura. Durante la cena, Giorgi la riconosce, i due avevano passato un'intensa notte d'amore circa vent'anni prima. Eva tenta di rassicurarlo, mentre è assai incuriosita dai suoi racconti sulla fascinosa Claudia. Quando Cristina, ormai quasi al secondo mese di gravidanza, vede entrare in facoltà la sua migliore amica Martina, che non le aveva mai detto di voler continuare gli studi, per cui si sente sia tradita che fallita, a causa del bambino che porta dentro di sè. Monica, intanto, non fa altro che pensare a Gianpaolo, e alla dichiarazione che lei gli ha fatto. Intanto Viola, da sempre in conflitto con la madre, è in ansia per come il loro rapporto potrà finire, ma Emanuele crede che la sua ansia sia dovuta all'imminente arrivo del francesino Jean Claude. Rosa, per colpa di Anna, litiga sempre con Teo, mentre Maya è certa che la sua resistenza stia finendo: non potrà più passare molto tempo prima che lei tradisca il suo Elio. Poiché Stefania non ha ancora pagato la prima rata del finanziamento, Giulio decide di far pignorare tutti i mobili.
- Canzoni interpretate nell'episodio: La notte (Adamo) .

## Martedì, 20 dicembre
- Diretto da:
- Scritto da:

### Trama
Paolo e Laura hanno deciso di non avere un bambino e lo confidano a Cristina, che però non vuole essere la causa di questa scelta. Claudia, nel frattempo, è terrorizzata dal fatto di star per diventare nonna, e va al vivaio per parlarne con Paolo, che invece è contentissimo. Lì Eva incontra Claudia e ne rimane profondamente colpita, nonostante sia fidanzata con Roberta. Jean Claude è a Roma e conquista subito tutti, tranne Emanuele, che lo detesta. Nel frattempo Cristina si sente ancora tradita da Martina, ma parlandone con Raoul, capisce che è lei che sta sbagliando a giudicarla. Monica, nel frattempo, vuole chiudere tutti i rapporti con Giampaolo, non sapendo che anche lui sta iniziando a vederla in alcune strane visioni. Ora che Giulio le ha fatto pignorare tutti i costosi mobili comprati, Stefania si vendica chiudendolo nel bagno per una giornata intera. La situazione di Maya sta degenerando. Per restare fedele, non fa altro che fissare una clessidra. Intanto Rosa rivela a Teo che non le va a genio il fatto che lui stia per partire per l'Olanda e lui, invece, le rivela di odiare il fatto di essere continuamente trattato come un ragazzino. Alla fine, Monica e Giampaolo passano un'intensa notte d'amore.
- Canzoni interpretate nell'episodio: Un senso .

## Mercoledì, 21 dicembre
- Diretto da:
- Scritto da:

### Trama
Eva non fa altro che pensare a Claudia, mentre Paolo e Laura devono fare il test di fertilità lei, e la conta degli spermatozoi lui per avere un bambino. Stefania e Giulio litigano sempre e Clelia, con l'aiuto della figlia Laura, vuole aiutarli. Claudia offre a Cristina, Raoul, Viola ed Emanuele un appartamento migliore, più comodo e spazioso. Se le due donne sono assolutamente contrarie, l'una per sentirsi autonoma dato che sta per diventare madre, l'altra per contrastare solo la madre, i due maschi invece approvano l'idea. Monica è felicissima, lei e Giampaolo hanno fatto l'amore. Intanto, Rosa e Teo decidono di lasciarsi, proprio come pianificato da Anna, ma nessuno dei due è troppo convinto. Giulio invita l'intera classe di Yang a casa e mette a loro disposizione di tutto, principalmente matite colorate, e induce i bambini a colorare le pareti della camera di Stefania. Questa è la vendetta di Giulio per aver passato una giornata in bagno.
- Canzoni interpretate nell'episodio: Non ho l'età (per amarti), Fortissimo/La sai troppo lunga.

## Giovedì, 22 dicembre
- Diretto da:
- Scritto da:

### Trama
Paolo crede di non poter dare figli a Laura, e ne parla con i suoi migliori amici, però tutti lo vengono a sapere. Eva si reca all'hotel dove alloggia Claudia, decisa ad affrontarla. Cristina, mentre sta indossando il manichino, comprende qual è la sua ispirazione: fare il meccanico. Viola e Jean Claude sono sempre più intimi e Francesca non fa che aumentare la gelosia di Emanuele, fingendosi però sua amica. Giampaolo sta per partire per un convegno, ma vuole prima passare un po' di tempo con Monica,  così chiede a Laura di tenere Elisa lontana da loro. Monica e Gianpaolo sono felicissimi. Stefania decide di vendere l'orologio d'oro del padre di Giulio per vendetta ma, quando lui lo scopre, prepara la contromossa. Teo convince Rosa a rimettersi insieme e vuole farle conoscere sua madre, ma appena le due si vedono Rosa riconosce Anna, la sua nuova psicanalista.
- Canzoni interpretate nell'episodio: Paradise .

## Venerdì, 23 dicembre
- Diretto da:
- Scritto da:

### Trama
Eva è infatuata di Claudia, così per dimenticarla decide di lavorare al vivaio. Quando Paolo le chiede di andare da Claudia per una composizione natalizia, la donna è obbligata ad andare, ma si ritrova ad essere confidente di Claudia, aiutandola anche nella difficile scelta dell'abito per Natale. Nina rifiuta il Natale in quanto ancora emo, ma Laura questo non lo accetta. Cristina comincia a fare il meccanico, ma il suo capo la tratta più come un'assistente. Lei vorrebbe perciò lasciar perdere, ma cambierà idea. Viola aiuta Jean Claude con la sua performance, ma deve passare una notte a filmarlo. Emanuele è insicuro, ma Claudia gli farà comprendere quanto la figlia sia innamorata di lui. Monica è triste, Giampaolo non si fa sentire e lei sa che potrebbe essere per sempre sua amante, cosa molto complicata. Stefania e Giulio vogliono passare la vigilia insieme, da soli, per risistemare le cose, ma in realtà l'uno vuole vendicarsi dell'altro. Intanto, in redazione giunge un comunicato: se le vendite non saliranno in poco tempo, Tu Donna chiuderà. Maya usa ansiolitici per non cedere al sesso, ma sta sempre peggio a causa dei farmaci.
- Canzoni interpretate nell'episodio: Minuetto/Tu sei così  .

## Sabato, 24 dicembre
- Diretto da:
- Scritto da:

### Trama
La cena di Natale rischia di essere un disastro. Laura ha preparato tutto, ma le cose stanno per cambiare. Infatti deve invitare Elisa e Gianpaolo, la lavanderia ha perso il suo vestito e Maya fa saltare le luci e gli addobbi di casa Giorgi-Del Fiore. E se Paolo sogna una casa distrutta, un piede femminile che calza una scarpa fucsia ed una mano con un coltello in pugno, Eva si presenterà al cenone con la sua fidanzata Roberta, ma ci sarà pure Claudia, di cui Eva è segretamente infatuata. Cristina passa bene il suo secondo giorno di lavoro, ed Emanuele è geloso di Jean Claude che, alla famosa cena di Natale, cattura l'interesse di tutti. Yang è a casa di Paolo e Laura, e prova a dire quello che sta accadendo nella sua abitazione, ma nessuno lo ascolta. Infatti, tra Giulio e Stefania, sta per svolgersi una guerra brutale.
- Canzoni interpretate nell'episodio: White Christmas  , Tu scendi dalle stelle  .

## Domenica, 25 dicembre
- Diretto da:
- Scritto da:

### Trama
Finalmente Natale. Purtroppo, la festività della famiglia Giorgi-Del Fiore è diversa da quella di tutte le altre famiglie, soprattutto quest'anno. Infatti, Paolo e Laura corrono da Giulio e Stefania, che si sono malmenati a vicenda. Li portano in ospedale, ma i due, parlando con degli infermieri, li fanno mettere dalla loro parte, schierandosi inevitabilmente una contro l'altro. 
- Canzoni interpretate nell'episodio: Prima di partire per un lungo viaggio .

## Lunedì, 26 dicembre
- Diretto da:
- Scritto da:

### Trama
Il giorno di Santo Stefano non è molto differente dal Natale. Giulio e Stefania continuano ad odiarsi a morte, e gli infermieri anche, fra di loro, dopo che Pierantoni e la Del fiore li hanno fatti mettere gli uni contro gli altri. Intanto, Nina e il suo fidanzato Fab, finiscono in manette in un commissariato. Laura è molto arrabbiata. Eva e Roberta si sono lasciate, quando quest'ultima ha scoperto della sbandata che aveva preso Eva per Claudia. Elisa ha scoperto della relazione segreta fra il suo promesso sposo Giampaolo e la cugina Monica, e, quando i due stanno per confidarle la loro storia, lei li anticipa, dicendo di aspettare un bambino, ma in realtà non è vero. Elisa vuole fingere di essere incinta e poi mettere in scena un aborto spontaneo. Sia Monica che Giampaolo sono disperati.
- Canzoni interpretate nell'episodio:  Senza pietà  .

## Martedì, 27 dicembre
- Diretto da:
- Scritto da:

### Trama
Paolo e Laura vanno dal medico, il quale dà al Giorgi una cura "infallibile" per "velocizzare" gli spermatozoi. Però, deve astenersi per un po' dal sesso, ma se ai suoi occhi Laura è sempre più seducente, lui riuscirà a trattenersi? A Tu Donna la situazione è critica: alla rivista rimane solo un ultimo numero. Poi, Monica svela a Rosa, Maya e Bea, di aver avuto delle visioni riguardo a lei e Giampaolo in epoche passate.
- Canzoni interpretate nell'episodio:  Uomini soli .

## Mercoledì, 28 dicembre
- Diretto da:
- Scritto da:

### Trama
Paolo non può trattenersi dal avere un rapporto sessuale, e se ne vergogna. Vorrebbe chiedere al dottore un'altra cura, ma ha paura. Così, dopo averlo sognato una notte, lo vede in casa sua e glielo dice. Il medico gli dà una cura meno stressante, sperando che tutto possa andare per il meglio. Anche Laura vuole questo bambino, e ora che a Tu Donna le cose stanno cambiando, ancora di più.
- Canzoni interpretate nell'episodio: Eternità/Bella che balli .

Guest star: Massimo Ciavarro (Raoul Sacchetti nel futuro), Chiara Francini (Bea)

## Giovedì, 29 dicembre
- Diretto da:
- Scritto da:

### Trama
Paolo, per aiutare Raoul, che non riesce a trovare lavoro, lo assume nel suo vivaio, ma il ragazzo, nonostante si impegni, si rivela incompetente, così Giorgi lo rimprovera. Inoltre Paolo fantastica sui progetti di sviluppo del vivaio, sicuro che Raul possa esserne contento, senza pensare invece che il ragazzo ha ben altri progetti come atleta, ma non sa come farlo capire a Paolo senza offenderlo; in tutto ciò, non gli sono per nulla d'aiuto gli altri tre operai ragazzi che lavorano al vivaio. Laura scopre che qualcuno ha usato il computer di Monica, e sospetta che Elisa abbia scoperto tutto, e che la sua gravidanza sia una finzione. Intanto, Monica promette di dimenticare Gianpaolo, facendogli capire in un certo senso che lei non lo ama abbastanza. Le cose tra Giulio e Stefania non funzionano, per cui Clelia prende in mano la situazione. Decide infatti di difendere legalmente il genero nella pratica di separazione, nonostante Stefania la volesse al suo fianco come avvocato divorzista. Clelia sostiene di potercela fare in quanto, chi come lei sa dividere, sa anche come unire. Nel frattempo, suo malgrado si affeziona molto ai suoi nipoti. Arrivano a Roma i genitori di Roberta, la fidanzata di Eva, i quali però non sono a conoscenza dell'omosessualità della figlia e credono che le ragazze siano soltanto due amiche che condividono la casa. E per non dare sospetti, Roberta riferisce ai suoi genitori che Eva ha una storia con Paolo.
- Canzoni interpretate nell'episodio: Perdere l’amore .

## Venerdì, 30 dicembre
- Diretto da:
- Scritto da:

### Trama
Laura sogna di cucire una scarpa da bambino, mentre fuori nevica. E se Raoul cerca di impegnarsi al vivaio, con Paolo che gli sta alle calcagna, Maya, Rosa e Bea credono che Elisa non stia dicendo la verità, per cui avvertono Monica. Intanto Laura, a seguito del suo sogno, va dal medico per un'ecografia.
- Canzoni interpretate nell'episodio: Se perdo te/Lettera a Gianni .

## Sabato, 31 dicembre
- Diretto da:
- Scritto da:

### Trama
Monica non vuole andare al matrimonio della cugina con Giampaolo, ma gli schiaffi di Rosa la convincono. Alla cerimonia, sia Monica che Giampaolo hanno una visione: vedono che, anche prima di Cristo, Giampaolo era promesso sposo a Elisa, che stava solo bleffando, dicendo di aspettare un figlio, così come ora. Così i due predestinati si mettono insieme, lasciando per sempre Elisa sola e, soprattutto, senza un bambino. Intanto, in casa Giorgi-Del Fiore, Paolo e Laura vogliono fare una bella cena per tutti. Così cercano di mettere a posto tutti i disastri familiari prima dell'arrivo del nuovo anno: Viola e Raoul che stanno per partire, Giulio e Stefania che vogliono divorziare, Nina che passerà da sola la vigilia nella sua stanza con Fab mangiando solo cibo nero. In un tutto ciò, Laura non trova il momento adatto per dire a Paolo che stanno aspettando un bambino.
- Canzoni interpretate nell'episodio: Che sarà .
- Ascolti: telespettatori: 4 882 000 - share: 18,79%

## Domenica, 1º gennaio
- Diretto da:
- Scritto da:

### Trama
Tutti i fatti narrati in questo episodio si sono svolti durante la prima notte dell'anno, da subito dopo lo scoccare della mezzanotte, fino alle prime luci dell'alba. Complici Capone, Merlone e Valentini, i tre ragazzi del vivaio di Paolo, Giulio e Stefania hanno la possibilità di ricordare quanto si sono amati in passato, grazie a Paolo che ha riempito le mura della loro casa delle foto che li ritraggono nei loro momenti più felici; non possono quindi fare a meno di ammettere di amarsi ancora e di non poter rinunciare a tutto a questo. Quando andranno a riprendersi il loro figli troveranno nonna Clelia e nonno Mario che si sono trovati, loro malgrado, benissimo nel ruolo di nonni, e pertanto sono restii a rinunciare di badare ai bambini. Jean Claude e Martina convincono Emanuele e Cristina ad andare a cercare Viola e Raoul, prima che questi partano definitivamente. Cominciano così la loro ricerca disperata in giro per Roma. Nel frattempo Jean Claude e Martina, appena saliti in ascensore, travolti dalla passione si baciano. Paolo e Laura non possono lasciare che Cristina ed Emanuele vadano da soli in giro per la città dopo aver bevuto, quindi decidono di seguirli; ma prima di uscire di casa la piccola Nina farà loro una grande sorpresa: uscirà dalla sua stanza, nella quale festeggiava il Capodanno solo insieme a Fab, con addosso un vestito rosa: si è resa conto di amare i colori e le cose allegre e quindi non può essere più un'emo. Quando Monica e Giampaolo insieme al suo amico tornano a casa di Monica trovano Elisa che li aspetta: vorrebbe vendicarsi, ma quando guarda negli occhi il cugino di Giampaolo entrambi hanno una visione come quelle che hanno fatto innamorare Monica e Giampaolo. E così rinuncia alla sua vendetta, permettendo finalmente a Monica e Giampaolo di amarsi senza paura. Teo, il giovane fidanzato di Rosa, le fa capire quanto adori i bambini, passando tutta la sera di capodanno insieme alle gemelle; così Rosa decide di fare un figlio insieme a lui. Quando Maya torna a casa trova due sorprese: trova un messaggio sulla segreteria telefonica da parte della redazione del giornale in cui le viene comunicato che l'ultimo numero di Tu Donna è andato benissimo e quindi il giornale non chiude. Elio, nel frattempo, sta raccogliendo le sue cose perché si è innamorato di un'altra. Per la prima volta in vita sua Maya versa una lacrima per un uomo, ma giura anche che sarà l'ultima. Roberta trova il coraggio di confidare ai suoi genitori che è lesbica e che è fidanzata con Eva, così corre a dirglielo. Quando ormai sembrava impossibile e si erano quasi arresi, Emanuele e Cristina trovano Viola e Raoul: Cristina rassicura Raoul dicendole che nonostante tutte le difficoltà lei è certa che lui sarà un padre fantastico, così lui giura che non l'abbandonerà. Emanuele insegue Viola, i due si riappacificano e sembra loro di volare. Alla fine, Laura rivela a Paolo di aspettare un bambino. A tutti sembra che il cielo sia finalmente azzurro. Ecco perché cantano e ballano sulle note della canzone "Azzurro".
- Canzoni interpretate nell'episodio: Azzurro/Una carezza in un pugno .
- Ascolti: telespettatori: 4.885.000 - share: 21,87%